# Voyager 1
För andra betydelser, se Voyager.
Voyager 1 är en obemannad rymdsond i Voyagerprogrammet som skickades upp i rymden av Nasa den 5 september 1977, med en Titan 3E Centaur-raket. Farkosten är det av människan tillverkade föremål som befinner sig längst bort från jorden. Den är identisk med systersonden Voyager 2. Båda farkosterna sändes ut för att undersöka planeter i solsystemet och sände tillbaka bilder och mätdata som helt har förändrat synen på våra grannplaneter. Bland annat har den av Voyager 1 tagna bilden Bleka blå pricken fått stor uppmärksamhet.
Bland Voyager 1:s främsta upptäckter räknas Jupitermånen Ios aktiva vulkaner. Upptäckten var oväntad eftersom inga spår av vulkanismen hade märkts från jordbaserade observationer eller de tidigare förbipasserande sonderna Pioneer 10 och Pioneer 11. Voyager 1 tog de första närbilderna av Jupiters och Saturnus månar, och upptäckte nya ringar kring båda jätteplaneterna. Sonden avslöjade även att Stora röda fläcken på Jupiter var ett enormt stormsystem.
När Voyager 1 närmade sig Saturnus största måne Titan ändrades dess kurs för att göra en nära passage. Voyager 1 saknade tillräckliga instrument för att genomtränga Titans oväntat täta atmosfär. Kursändringen medförde även att sonden inte kunde styras förbi någon av de yttre himlakropparna Uranus och Neptunus. En förbiflygning av dessa gjordes dock av Voyager 2.

## Last
Förutom vetenskapliga instrument har Voyagersonderna utrustats med varsin grammofonskiva: Voyager Golden Record. De innehåller bland annat ljud och bilder som skildrar livet och olika kulturer på Jorden. Att skicka med skivan är mer en symbolisk handling än avsedd att bli hittad av något intelligent utomjordiskt liv, då farkosterna rör sig i ett, med galaktiska mått, mycket begränsat område.

## Avståndet Voyager 1 befinner sig på

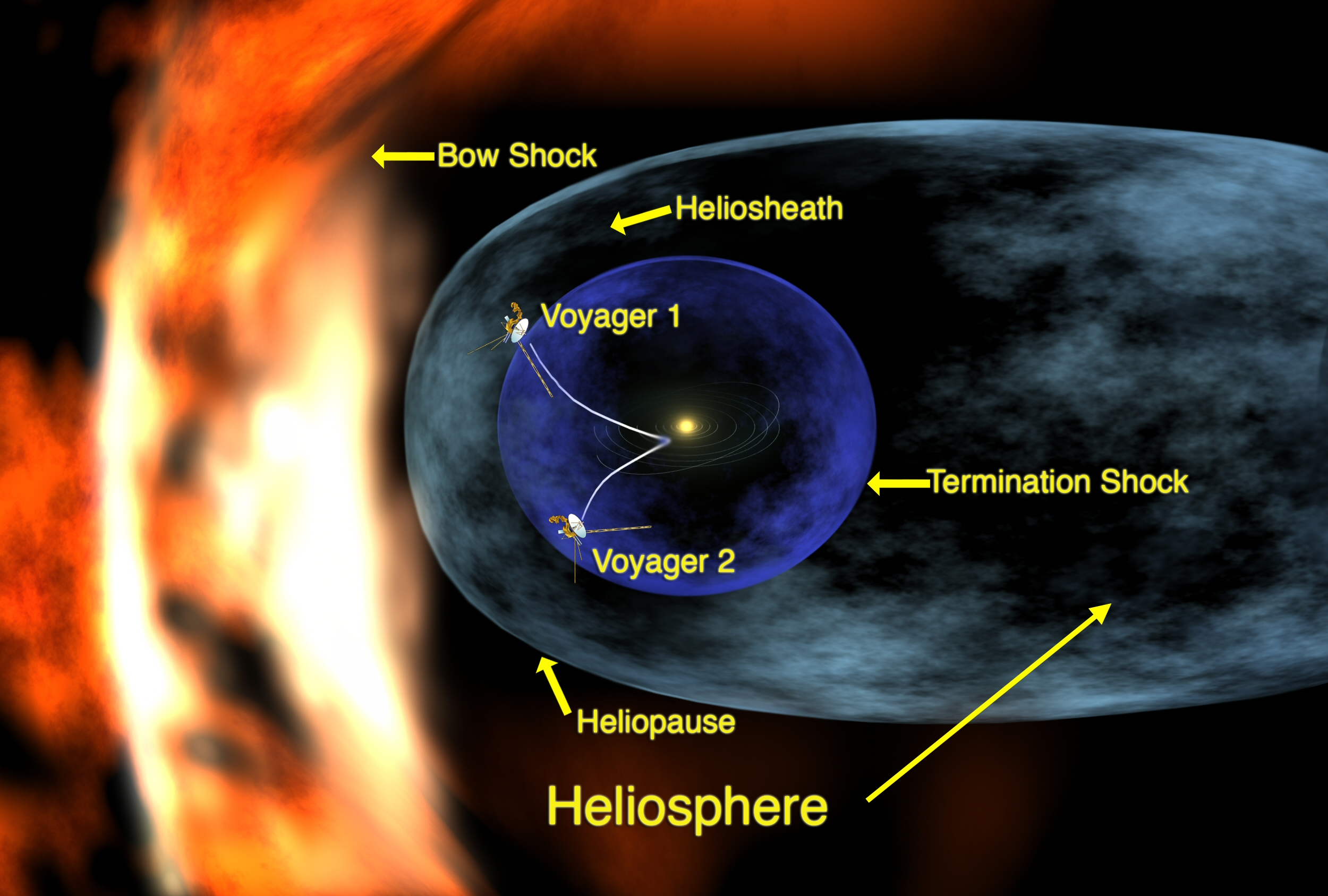
En bild som beskriver var Voyagersonderna befann sig år 2005.

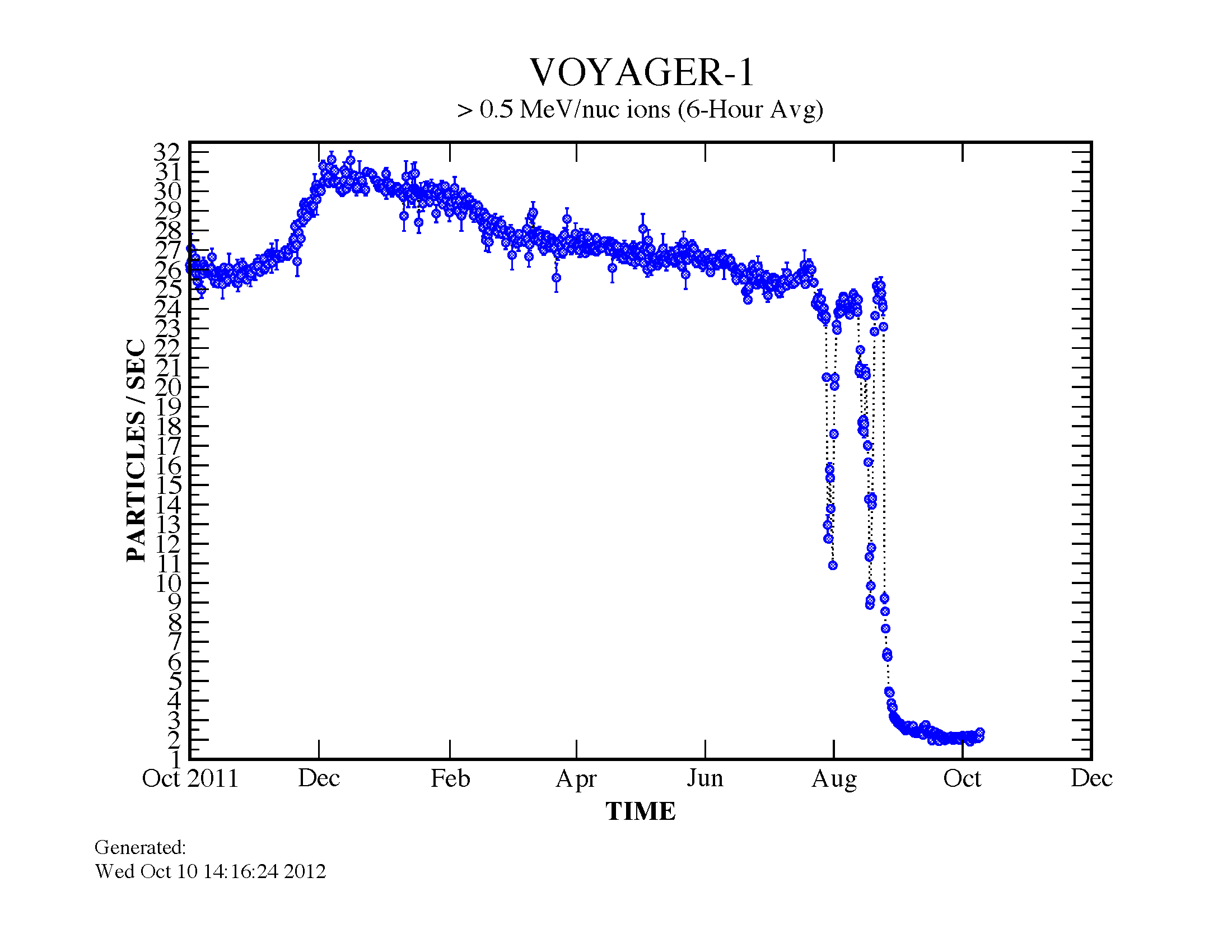
Solvinden uppmätt av sonden under 2012

Voyager 1:s och andra avlägsna sonders positioner den 2 juli 2007.

I november 2015 befann sig Voyager 1 på ett avstånd av 133 astronomiska enheter från solen, vilket motsvarar strax under 20 miljarder kilometer. Detta avstånd innebär att det tar drygt 18,5 timmar att sända en signal till Voyager 1, trots att signalen färdas med  ljusets hastighet. Som jämförelse tar det bara drygt 8 minuter för solens ljus, eller en radiosignal från solen, att nå jorden. Voyager 1 färdas med en hastighet av drygt 17 km/s, vilket får till följd att fördröjningen för en signal att nå fram ökar med cirka 30 minuter för varje år som går.
I mitten av december 2010 meddelade Nasa att Voyager 1 befann sig på ett avstånd av 17,4 miljarder kilometer från solen och lämnat den zon där solvinden driver utåt från solen. Vetenskapsmän antar att solvinden har tvingats åt sidan av trycket från den interstellära vinden i området mellan stjärnorna. Detta är en milstolpe i Voyager 1:s färd, eftersom den har lämnat heliosfären.
Den 12 september 2013 meddelade den amerikanska rymdflygstyrelsen NASA, att rymdsonden i augusti 2012 lämnade vårt solsystem och är på väg ut i Vintergatan i interstellära rymden. Det är första gången i världshistorien ett människoskapat föremål tar sig utanför den så kallade heliosfären, som sträcker sig minst 13 miljarder kilometer bortom planeterna i vårt solsystem (De tidigare uppskjutna Pioneer 10 och Pioneer 11 var vid denna tidpunkt inte lika långt bort och kontakten var då förlorad med båda).
I mars 2018 rapporterades att tekniker vid NASA, efter 37 år, åter hade startat sondens drivraketer. Detta då sondens styrraketer började fungera sämre och kräva allt mer av den tillgängliga energin. I december 2017 skickade man nya signaler och efter 40 timmar (2 x 20 timmar) kom svaret att raketerna svarat och att sonden nu ändrat riktning. Orsaken till manövern är att positionera Voyagers antenn så att den pekar mot jorden. Samtidigt meddelade man att fyra av sondens instrument fortfarande fungerar, varav magnetometern är den viktigaste.

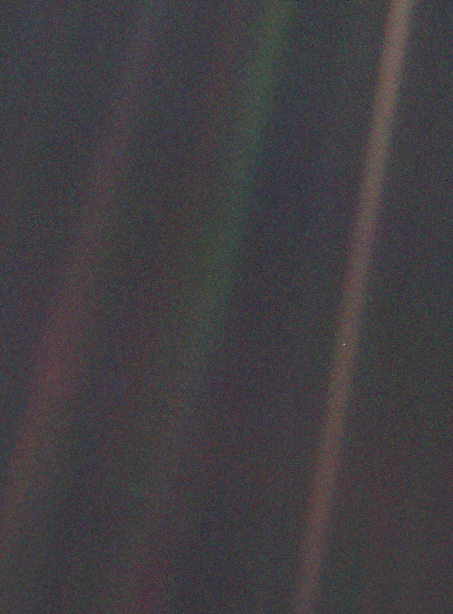
Bild från Voyager 1 av jorden från 6 miljarder kilometers avstånd. Jorden är den lilla blå pricken på bilden (tryck på bild för att kunna se bättre).

### Fotnoter
1. ↑  ”NASA Space Science Data Coordinated Archive” (på engelska). NASA. https://nssdc.gsfc.nasa.gov/nmc/spacecraft/display.action?id=1967-008A. Läst 27 mars 2020.
2. ↑  ”Where are the Voyagers?” (på engelska). Voyager - The Interstellar Mission. Jet Propulsion Laboratory. http://voyager.jpl.nasa.gov/where/. Läst 2 november 2015.
3. ↑  ”NASA Spacecraft Embarks on Historic Journey Into Interstellar Space”. nasa.gov. Arkiverad från originalet den 11 juni 2020. https://web.archive.org/web/20200611233345/https://www.nasa.gov/mission_pages/voyager/voyager20130912.html#.UjIZxT89XiF. Läst 12 september 2013.(engelska)
4. ↑  Morin, Monte (12 september 2013). ”NASA confirms Voyager 1 has left the Solar System”. Los Angeles Times. http://www.latimes.com/science/sciencenow/la-sci-sn-nasa-confirms-voyager-1-has-exited-the-solar-system-20130912,0,3406650.story.
5. ↑  ”Voyager 1 startade motorerna efter 37 år”. SVT Nyheter. 25 mars 2018. Arkiverad från originalet den 11 januari 2019. https://web.archive.org/web/20190111124543/https://www.svt.se/nyheter/vetenskap/voyager-1-startade-motorerna-efter-37-ar.